# Schatzfund von Åker

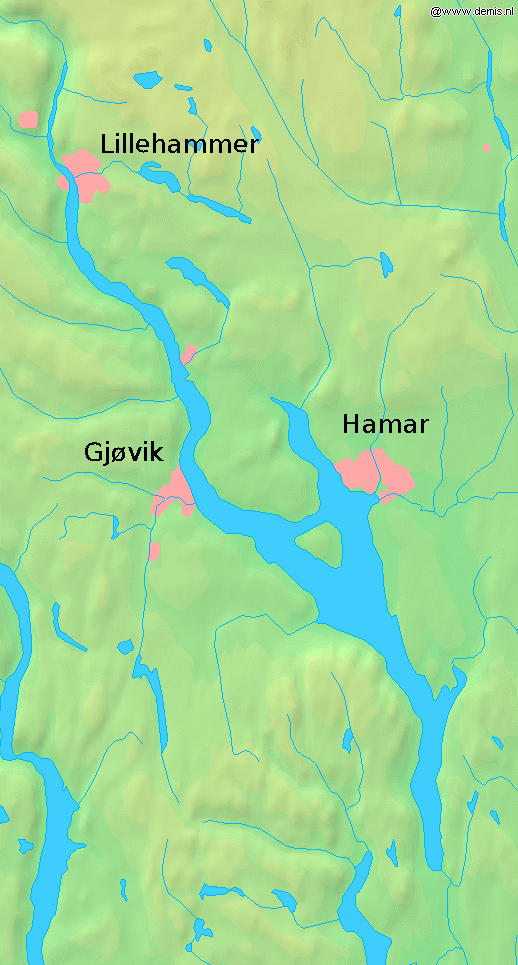
Karte des Mjøsa mit Hamar

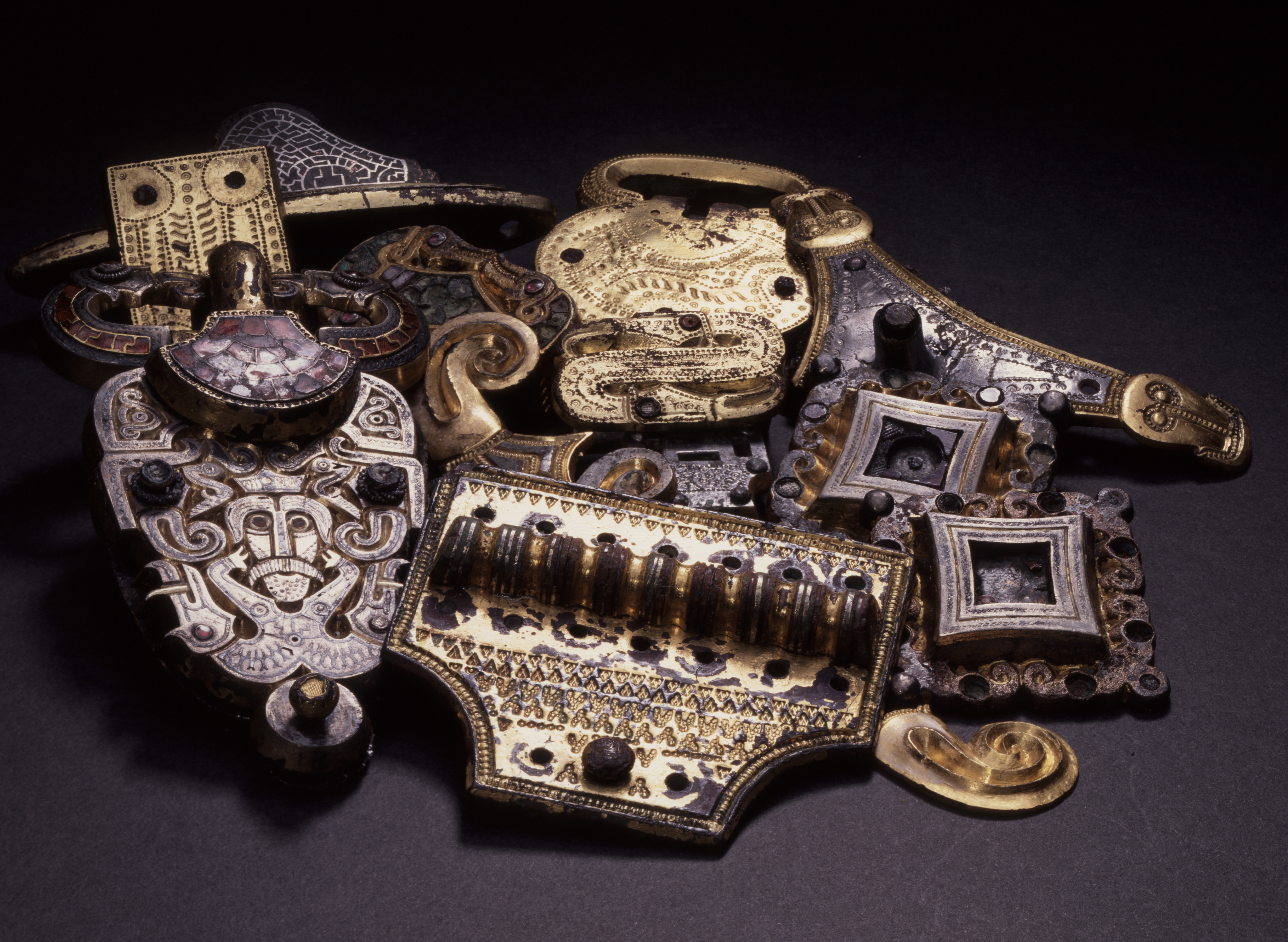
Fundobjekte

Der Schatzfund von Åker wurde am östlichen Ufer von Norwegens größtem See dem Mjøsa, unweit der Stadt Hamar, im Fylke Innlandet rund 125 km nördlich von Oslo gemacht. Die Fundstelle befindet sich auf dem großen Hof Åker.
Der zutage gekommene eisenzeitliche Schatz (frühes 5. bis Mitte 8. Jahrhundert) könnte einem Häuptling gehört haben, der zu führenden Geschlechtern außerhalb Norwegens Verbindung hatte. Der Fund enthält Prachtstücke aus gold- und zinnbelegter Bronze, darunter Gürtelgarnituren und -beschläge, Teile von Pferdegeschirren und Waffen. Die nächsten Parallelen zu dieser Art von Fund sind Sutton Hoo (um 625 n. Chr.) in England und Funde in Uppland in Schweden sowie an einigen Stellen in Kontinentaleuropa.

## Erste Funde
Die ersten Funde von Åker machte 1868 eine Frau beim Kornschneiden. Drei Jahre später suchten Archäologen die Stelle auf und berichteten, dass die Objekte an einem teilweise eingeebneten Grabhügel auf dem Smerkøllehaugen lagen. Bis 1912 wurden dort insgesamt 15 Gegenstände aufgelesen. Alles deutete darauf hin, dass sie aus dem Grabhügel stammten. Obwohl es sich durchweg um Prachtstücke handelte, wurden zunächst keine Nachuntersuchungen angestellt, sodass die Fundstelle in Vergessenheit geriet. Als man sich die Frage stellte, woher diese seltenen Stücke stammten, konnte die Stelle zunächst nicht identifiziert werden. Erst Anfang der 1990er Jahre durchgeführte gründliche Archiv- und Ortsstudien brachten die Erkenntnis, dass Smerkøllehaugen etwa 400 m nördlich vom Hof Åker lag.

## Nachuntersuchung
1992 gab die Universität Oslo eine Oberflächenuntersuchung auf Smerkøllehaugen in Auftrag, die bald weitere Prachtgegenstände zutage förderte. Ein Schwertbeschlag passte zu einem 1889 gefundenen Vogelschnabel, womit erwiesen war, dass die Ausgrabung an derselben Stelle durchgeführt wurde. 1993 wurden zusätzlich quer zum Hang zwei Schnitte von insgesamt 30 m² angelegt und weitere Funde gemacht. Die Objekte lagen über den Abhang verstreut in 5 bis 40 cm Tiefe auf einem Areal von 500 m².

## Handwerk

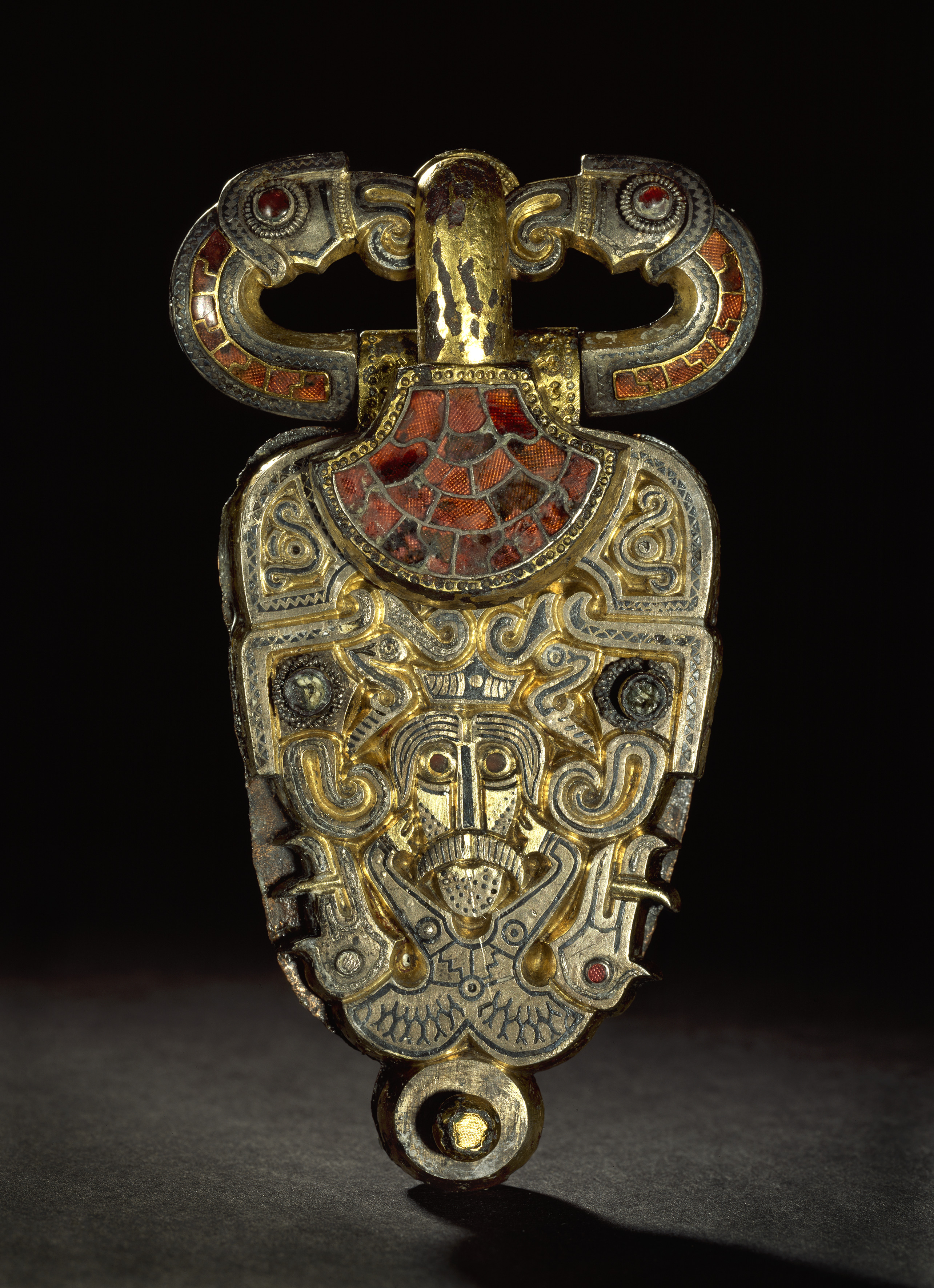
Gürtelschnalle

Zu den bemerkenswerten Bestandteilen des Fundes, der als zusammengehöriger Grabfund betrachtet werden muss, zählen zwei Gürtelgarnituren. Die eine gehörte zu einem Gürtel, die andere diente vermutlich als Schwertgehänge. Beeindruckend ist die große reliefverzierte, 11 cm lange Gürtelspange (norwegisch Åkerspennen). Den Bügel des Gürtels bilden zwei Vogelköpfe. Die Spange besteht aus Bronze, Gold, Silber und Zinn und zeigt als Schmuck eingravierte Figuren im Vendelstil. Die Plattenmitte bestimmt das Gesicht eines Mannes mit gut frisiertem Haar, Schnurrbart und Bartstoppeln, der eine Krone trägt. Daneben sind Tiere mit Hauern (vermutlich Wildschweine) und Vögel stilisiert dargestellt. Das einzigartige, bereits 1868 geborgene Stück eines erstklassigen Handwerkers ist überdies mit Cloisonné verziert. Zur Garnitur gehört vermutlich ein Riemenläufer mit gegenüber angeordneten Tierköpfen und einer Cloisonnéarbeit im Mittelfeld.
Die zweite Garnitur besteht aus der Gürtelspange, einem Beschlag und einem s-förmigen Riemenläufer. Die vergoldeten mit Stempeldekor verzierten Objekte gehörten vermutlich zum Schwertgehänge. Der Gürtel war mit rechteckigen Beschlägen geschmückt, von denen fünf erhalten sind. Sie sind teils vergoldet, teils verzinnt und mit Niello sowie eingelassenem Silber verziert und tragen Tierfiguren, menschliche Masken und geometrische Muster.
Vom Ringschwert blieb lediglich der oberste Teil des Griffs mit Knauf und Bronzering erhalten. Der Knauf ist mit eingelegten Silberdrähten verziert die ein so genanntes falsches Cloisonnémuster bilden. Die Schwertscheide war mit einem Bronzebeschlag verstärkt und könnte mit einem vergoldeten, von Silberdrähten umgebenen Knauf und einem Stein in der Mitte verziert gewesen sein. Das Ringschwert ist eine Besonderheit. Es sind bisher nur zwei weitere Ringschwerter in Norwegen gefunden worden. Ringschwerter sind ansonsten aus dem Frankenreich, aus dem angelsächsischen England, aus Italien und aus Ungarn bekannt. Attraktiv ist auch ein Kopf en face mit Augen aus Granat. Seine teils vergoldete, teils verzinnte Oberfläche trägt Stempelornamente. Das beidseitig abgebrochene Objekt schmückte vermutlich einen Schild oder einen Helm.

## Der Schild
Der speziell angefertigte Schild spricht für den hohen Rang des Häuptlings von Åker. Der Beschlag auf dem Schildbuckel hatte ursprünglich drei Arme die in vergoldeten Tierköpfen endeten, einer davon ist abgebrochen. Die Mitte des Beschlages nimmt eine verzinnte Halbkugel ein. Überdies schmückten Vogelköpfe den Schild, von denen drei erhalten blieben. Ihre mit Perlenlinien, Kreisen und Halbkreisen verzierten Oberflächen sind teils vergoldet, teils verzinnt. Ihre Augen sind durch Granate hervorgehoben. Schilde dieser Art sind nur von bedeutenden Fürstenfamilien in Europa bekannt.

## Zeitstellung
Der Fund enthält Arbeiten höchster Qualität. Besonders beeindruckt die Technik, mit dem häufigen Gebrauch von Gold und zinnbelegter Bronze: 27 Objekte sind vergoldet, 11 verzinnt. Sie sind mit Tier- und Vogelköpfen menschlichen Masken und Stempeldekor verziert. Neun tragen Augen aus Granat; drei Stücke zeigen Cloisonnéarbeit. Manche Arbeit könnte aus dem Merowingerreich importiert worden sein. Einige Stücke des merowingerzeitlichen Fundes weisen Tierornamentik im Stil II auf. Der Schatz scheint in den Übergang zwischen der älteren und der jüngeren Merowingerzeit zu datieren, also in den Zeitraum von 560/570 bis 630/640 n. Chr. Mit der Verbesserung der Verkehrsmöglichkeiten wurden die Verbindungen der Häuptlinge untereinander immer besser und Heiraten über größere Entfernung waren keine Seltenheit mehr. Im Jahr 551 n. Chr. berichtete Jordanes in seinem Werk „De origine actibusque Getarum“ erstmals von norwegischen Stämmen.

## Kontext
Die Prestigeobjekte dürften einer Person gehört haben, die über ein größeres Gebiet herrschte. Die Erklärung für ein Machtzentrum im Hinterland, weit entfernt von den großen Machtzentren Europas ist in verschiedenen Faktoren zu suchen. Zunächst lag Åker zentral und an einem Knotenpunkt der wichtigsten Nord-Süd-Verbindung von den Inlandsiedlungen zur Küste. Sie führte über den Mjøsa entlang den Flüssen Vorma und Glomma. Vom Mjøsa verlief außerdem der Verkehr in Richtung Osten nach Schweden. Nach Åker kamen Pelzwerk, Häute, Eisenbarren und geschmiedete Waffen. Es gab auch guten Boden für die Landwirtschaft. Die Namen der umliegenden Höfe verweisen darauf, dass das Gebiet ein religiöser Mittelpunkt war. Hier wurde geopfert und hier traf man sich zum Thing. Außerdem spiegelt sich die Bedeutung der Stelle in zahlreichen Gräberfeldern und großen einzelnen Grabhügeln. Deren größter ist noch sechs Meter hoch und misst 60 Meter im Durchmesser. Um 550 brach die Prosperität in Norwegen plötzlich ab. Eine allgemein anerkannte Erklärung dafür gibt es nicht. Es wird eine Reihe kultureller Veränderungen identifiziert. Die Ornamentik weitet sich zum Flechtwerk aus, die Bewaffnung wird der fränkischen angeglichen, die Sprache ändert sich zum bekannten Norrøn. Die Grabbeigaben werden allgemein spärlicher, was auf diesen Fund der 100 oder 150 Jahre später deponiert wurde, allerdings nicht zutrifft. Ein Anführer, der einen Ort wie Åker beherrschte, verfügte über Macht und Reichtum. Durch Vertrautheit mit den Großen in Europa verschaffte er sich noch in der Vorwikingerzeit Prestigegegenstände, die ansonsten niemand in seiner Umgebung besaß.